# چارل ویل، کوئینزلند
چارل ویل (به انگلیسی: Charleville) یک شهرک در استرالیا است که در Shire of Murweh واقع شده‌است.